# Luz Gabás
María Luz Gabás Ariño (Monzón, 1968) es una novelista, filóloga y política española, que fue alcaldesa del municipio de Benasque.

## Biografía
Gabás nacida en Monzón, pasó su infancia entre el pueblo de su familia paterna (Cerler, en el Valle de Benasque) y el de su familia materna (Serrate, en el Valle de Lierp). Después de vivir un año, durante su adolescencia, en la localidad de San Luis Obispo, se mudó a Zaragoza, donde se licenció en Filología Inglesa y obtuvo más tarde la plaza de profesora titular universitaria. Durante muchos años, ha compaginado la docencia con otras actividades relacionadas como la traducción, publicación de artículos, investigación literaria y lingüística, así como la participación en proyectos culturales, teatrales y de cine. Desde el año 2007 reside en Anciles, junto a la villa de Benasque, de la que fue alcaldesa entre 2011 y 2015 por el partido Popular. Publicó su primera novela, Palmeras en la nieve, en 2012. En 2014 publicó Regreso a tu piel. Luz Gabás y José Luis Corral fueron, según Europa Press, los escritores con más ventas en la provincia de Huesca durante 2014. También publicó en 2017 Como fuego en el hielo, y en 2019 El latido de la tierra. En 2022 recibió el Premio Planeta con la novela Lejos de Luisiana.

## Obra
- Palmeras en la nieve, (2012)
- Regreso a tu piel, (2014)
- Como fuego en el hielo, (2017)
- El latido de la tierra, (2019)
- Lejos de Luisiana, (2022)
- Corazón de oro, (2025)

### Palmeras en la nieve
Publicada en 2012, fue traducida al italiano, catalán, holandés, polaco y portugués.
Posiblemente, el éxito de su primera novela se debe a que toca un tema poco tratado en literatura como es el pasado colonial más reciente de España en África a través de unos emigrantes que viajan a la isla Fernando Poo, que fue una colonia y, posteriormente, provincia española en África entre los años 1959 y 1968, en la conocida como Guinea Española (actual Guinea Ecuatorial).
La versión cinematográfica, que está interpretada por los actores Mario Casas y Adriana Ugarte, narra la experiencia del padre de Luz Gabás cuando emigró en 1953, con tan solo veinticuatro años de edad, a Guinea Ecuatorial para trabajar en la plantación de cacao de Sampaka.

### Regreso a tu piel
Publicada en 2014, está ambientada en el siglo XVI, en los Pirineos oscenses, con una historia de amor inquebrantable en la que retrata la cruel represión seglar contra la brujería de la época.

### Como fuego en el hielo
Publicada en enero de 2017, es una historia de amor y deseos de superación, ambientada a mediados del siglo XIX entre guerras carlistas y revoluciones; la construcción de un sueño en las indomables montañas que separan Francia y España; y una historia de amor que traspasa todas las barreras.

### El latido de la tierra
Publicada en 2019, es la historia de Alira y sus dudas acerca de cómo orientar su vida, si mantener sus orígenes o adaptarse a los nuevos tiempos. Una repentina desaparición le hará replantearse su pasado. Un homenaje a la España más rural, que mezcla tramas policiacas con el romanticismo de la generación nacida a finales de los años 60.

### Lejos de Luisiana
Novela ganadora del Premio Planeta 2022. A orillas del río Misisipi la familia Girard acepta la controvertida decisión de su país, Francia, de ceder a España en 1763 parte de las indómitas tierras del Misisipi; sin embargo, sufrirá las consecuencias de las rebeliones de sus compatriotas contra los españoles, la guerra de norteamericanos contra ingleses por la independencia de los Estados Unidos y la lucha desesperada de los nativos indios por la supervivencia de sus pueblos.